# في إي بي أرينا
فيب أرينا (بالروسية: ВЭБ-Арена) والمعروف باسم أرينا سسكا بسبب لوائح رعاية الاتحاد الأوروبي لكرة القدم، هو ملعب متعدد الاستخدامات يقع في منطقة خودينكا، موسكو، روسيا، انتهي منه في عام 2016. يستخدم في الغالب لمباريات كرة القدم و تستضيف المباريات المحلية لفريق سيسكا موسكو وأحيانًا المنتخب الروسي.

## مباريات المنتخب الروسي
| التاريخ       | الوقت                           | النتيجة                  | المسابقة    | السعة  | Ref.  |
| ------------- | ------------------------------- | ------------------------ | ----------- | ------ | ----- |
| 9 يونيو 2017  | 19:00 توقيت موسكو (ت ع م+03:00) | روسيا 1–1 تشيلي          | مباراة ودية | 22,000 | [ 4 ] |
| 7 أكتوبر 2017 | 17:00 توقيت موسكو (ت ع م+03:00) | روسيا 4–2 كوريا الجنوبية | ودية        | 24,200 | [ 5 ] |
| 5 يونيو 2018  | 19:00 توقيت موسكو (ت ع م+03:00) | روسيا 1–1 تركيا          | ودية        | 27,423 | [ 6 ] |